# Arbejderpartiet (Tyrkiet)
 For alternative betydninger, se Arbejderpartiet. (Se også artikler, som begynder med Arbejderpartiet)
Arbejderpartiet (tyrkisk: İşçi Partisi) er et tyrkisk politisk parti, der blev grundlagt i 1992. Partiet er kendt for at kombinere maoistiske ideer med tyrkisk nationalisme, hvilket adskiller det fra andre partier på den tyrkiske politiske venstrefløj. Partiet har ikke på noget tidspunkt opnået over 1% af stemmerne ved parlamentsvalg i landet.
| Politisk parti | Spire Denne artikel om et politisk parti eller gruppe er en spire som bør udbygges. Du er velkommen til at hjælpe Wikipedia ved at udvide den. |